# بارو تاكتسانغ
بارو تاكتسانغ (بالدزونكا: སྤ་གྲོ་སྟག་ཚང) (والمعروف أيضًا باسم دير تاكتسانغ بالفوج أو عش النمر)،  هو موقع بوذي مقدس في جبال الهيمالايا، ويقع مجمع المعبد في الجرف العلوي لوادي بارو في بوتان.
تم بناء مجمع المعبد لأول مرة في عام 1692، حول كهف (Taktsang Senge Samdup) حيث قام جورو بادماسامبهافا بالتأمل فيه لمدة أربعة أشهر في القرن الثامن. يعود الفضل لبادماسامبهافا في إدخال البوذية إلى بوتان وهو الإله الوصي على البلاد. اليوم، بارو تاكتسانغ يعتبر أشهر كهوف تاكتسانغ الثلاثة عشر التي تأمل فيها.
المعبد المخصص لبادماسامبهافا هو هيكل راقي، بني حول الكهف في عام 1692 من قبل جيولز تينزين رابجي. وأصبح الرمز الثقافي لبوتان. يتم الاحتفال بمهرجان شعبي يعرف باسم (Tsechu)، على شرف بادماسامبهافا، في وادي بارو في كل عام خلال شهر مارس أو أبريل.